# Phycopterus crambina
Phycopterus crambina är en fjärilsart som beskrevs av Butler. Phycopterus crambina ingår i släktet Phycopterus och familjen nattflyn. Inga underarter finns listade i Catalogue of Life.